# خورشاخ‌چهره
خورشاخ‌چهره(نام علمی: Helioceratops) نام یک سرده از راسته پرنده‌کفلان است.